# Rudi Goguel
Rudi Goguel (1908-1976) va ser un opositor i resistent contra el règim nazi a Alemanya. El 1933 va ser empresonat sense procés en detenció preventiva al Camp de concentració de Börgermoor a Surwold, per ser membre del Partit Comunista d'Alemanya (KPD). Allà va compondre la música de la marxa «Die Moorsoldaten» amb lletra de Johann Esser i Wolfgang Langhoff. Aquesta cançó –la seva única composició– va fer el gir del món i va ser cantada en almenys cinc cents versions en moltes llengües, i continua inspirant artistes fins a l'actualitat.
Va néixer com Rudolf Goguel a una família burgesa d'Alsàcia. Després de la seva graduació el 1926 va fer un aprenentatge com a empleat comercial i va treballar al departament de propaganda d'una fàbrica de màquines a Düsseldorf. El 1930 es va afiliar al KPD i el moviment sindical revolucionari Revolutionäre Gewerkschafts-Opposition. Va ser acomodiat el 1932 a causa del seu activisme polític com funcionari del Partit Comunista. Després de la Machtergreifung dels nazis va ser detingut i deportat al camp de concentració de Börgermoor on va compondre la melodia del Moorsoldatenlied. Després del seu alliberament el 1934, va entrar a la clandestinitat i va treballar en la il·legalitat per al KPD. El 27 de setembre de 1934, va ser arrestat per segona vegada, torturat i després va intentar suïcidar-se. Va ser sentenciat a deu anys de presó acusat de preparar una alta traïció. Va residir des del 1934 fins al 1944 a les presons de Remscheid-Lüttringhausen, Wolfenbüttel, Celle i Hamelín. En acabar la pena el 27 de setembre de 1944, va tornar immediatament empresonat en règim de schutzhaft i va ser deportat des del camp de concentració de Sachsenhausen al camp de Neuengamme. Aquest camp va ser evacuat pels SS des del 26 d'abril de 1945 quan els soldats britànics s'hi acostaven. Els presos del camp van ser traslladats a vaixells a la badia de Lübeck. Goguel és un dels pocs supervivents del bombardeig del vaixell Capa Arcona per la flota d'avions britànics el 3 de maig de 1945.
Després de la Segona Guerra Mundial Goguel es va establir al sud d'Alemanya i des del 1946 fins al 1949 va treballar com a editor i polític per al Partit Comunista al land de Baden. La potència ocupant frances el va contractar com un dels representants de les quatre partits en l'editorial del diari Südkurier, juntament amb Hermann Fiebing, Hermann Dörflinger, Karl Julius Grosshans i Friedrich Munding.
El 1945 va publicar la seva autobiografia Es war ein langer Weg (Va ser un llarg camí). El 1949 va presentar-se com a canditat del KPD a les eleccions federals. Després de disputes massives internes, Goguel es va abstenir de qualsevol militància activa al seu partit. El 1952 es va traslladar a Berlín Oriental on va treballar a l'Institut Alemany d'Història Contemporània (Deutsches Institut für Zeitgeschichte – DIZ). De 1959 a 1968 va ser cap de departament «Història de la recerca imperialista sobre l'expansió alemanya a l'Europa central oriental» a la Universitat Humboldt de Berlín. El 1964 va ser cofundador l'associació d'antics presoners del camp de Neuengamme dins del «comitè de combatents de la resistència antifeixista» a la RDA. El seu llibre sobre les seves experiències a bord del Cap Arcona va ser publicat el 1972. Un any més tard, va aparèixer la seva contribució a l'antologia Juden unterm Hakenkreuz (Jueus sota l'esvàstica). El 1973 va rebre l'Orde Patriòtica del Mèrit d'argent.
Goguel va sucumbir a un accident cerebrovascular el 6 d'octubre de 1976, a l'edat de 68 anys. La seva urna va ser enterrada a Berlín al «memorial dels socialistes» al cementiri de Friedrichsfelde.

## Obres
- Es war ein langer Weg : ein Bericht (en alemany). Nova edició 2005.  Düsseldorf: Mahn- und Gedenkstätte Düsseldorf, 1945. ISBN 3980767477. (Autobiografia)
- Cap Arcona : Report über den Untergang der Häftlingsflotte in der Lübecker Bucht am 3. Mai 1945 (en alemany). 2a edició.  Frankfurt del Main: Roederberg-Verlag, 1982, p. 156. ISBN 9783876827568.